# Elke Herrmann (Moderatorin)
Elke Herrmann (* 13. Dezember 1942 in Völklingen; † 26. Februar 2009 in Saarbrücken) war eine deutsche Fernsehansagerin, Journalistin, Hörfunk- und Fernsehmoderatorin sowie Fernsehredakteurin.

## Ansage und Moderation beim Hörfunk und Fernsehen
Obwohl sie eine Karriere als Schauspielerin beginnen wollte, nahm sie im Jahre 1962 eine Stellung als Sprecherin beim Saarländischen Rundfunk (SR) an. Zuerst betätigte sie sich dort in den Bereichen Fernsehspiel und beim Frauenfunk. Es folgte für sie die erste Moderation auf der Europawelle Saar für die Sendung Junge Leute heute. Diese Sendung war ein Pilotobjekt im Rundfunk mit dem sogenannten Call-in-Format, bei dem sich Zuhörer in der laufenden Sendung zu Wort melden konnten. Auch moderierte sie die Sendung Urlaub mit Musik. Ab 1964 trat sie erstmals im Fernsehen als Ansagerin auf, ohne aber ihre Arbeiten beim Hörfunk aufzugeben. Danach arbeitete sie im Abendmagazin Zwischen heute und morgen mit.

## Arbeit als Redakteurin
Im Jahre 1970 wurde sie für ihre Arbeiten mit dem Kurt-Magnus-Preis ausgezeichnet. In der Abteilung Aktueller Dienst zeigte sie ihre Fähigkeiten und Standhaftigkeit. Im Regionalfernsehen arbeitete sie für die Sendung Im Dreieck, wo sie auch selber bearbeitete Reportagen zeigte. Mit ihren gewonnenen Erfahrungen konnte sie ab 1975 den Aktuellen Bericht moderieren. Ein Jahr später erlangte sie eine feste Anstellung. In der Abteilung Politik im Hörfunk wurde sie 1978 leitende Redakteurin.

## Moderation der Tagesthemen
Den großen Schritt der bundesweiten Bekanntheit erlangte sie ab 1984, als sie Moderatorin der Tagesthemen der ARD wurde. Bei der Abteilung Politik und Zeitgeschehen im SR wurde sie 1986 stellvertretende Hauptabteilungsleiterin. Anfang 1991 moderierte sie regelmäßig ARD-Sondersendungen zum Zweiten Golfkrieg. Im Jahre 1991 arbeitete sie nur noch für das Fernsehen und übernahm die Leitung der Hauptabteilung Politik und Zeitgeschehen. Gleichzeitig ernannte man sie zur Chefredakteurin des Fernsehens beim SR, womit sie auch als Kommentatorin auftrat. Ab 2000 wirkte sie auch als Stellvertreterin des Programmdirektors. Im Jahre 2002 beendete sie ihre Laufbahn beim SR. 
Am 26. Februar 2009 starb sie infolge einer schweren Erkrankung, die sie schon 2002 glaubte überwunden zu haben. Da sie sich sehr mit dem Meer verbunden fühlte, war es ihr Wunsch, im Meer bestattet zu werden.

## Hörspiele
- 1965: Gustave Flaubert: Die Legende von St. Julian dem Gastfreien (Frau) – Regie: Günter Bommert (Hörspiel – SR)